# Mario vs. Donkey Kong 2: Marsch der Mini-Marios
Mario vs. Donkey Kong 2: Marsch der Mini-Marios ist ein Puzzlespiel, das von Nintendo Software Technology entwickelt und von Nintendo für den Nintendo DS veröffentlicht wurde. Das Spiel erschien am 25. September 2006 erstmals in Nordamerika; am 9. März 2007 erschien es in Europa und am 12. April 2007 in Japan. Am 17. September 2015 veröffentlichte Nintendo eine Version des Spiels für die Wii U über Virtual Console. Das Spiel ist der Nachfolger von dem Spiel Mario vs. Donkey Kong, das im Jahr 2004 veröffentlicht wurde, und zweiter Teil der Mario-vs.-Donkey-Kong-Reihe. Die Nintendo-DS-Version des Spiels konnte sich bis zum 30. Juni 2007 weltweit 1,24 Millionen Mal verkaufen.

## Spielprinzip
Mario vs. Donkey Kong 2: Marsch der Mini-Marios wird auf dem Touchscreen des Nintendo DS gespielt. Das Spiel besteht aus acht Welten, die jeweils aus neun Leveln bestehen. Ziel jedes Levels ist es, mindestens einen Mini-Mario zum Ausgang zu führen. Die Mini-Marios steuert der Spieler mithilfe eines Touchpens. So bewegt sich ein Mini-Mario bei einem Ziehen nach rechts ebenfalls nach rechts; tippt man einen Mini-Mario an, so bleibt er stehen. Berührt ein Mini-Mario einen Gegner oder läuft er in einen Abgrund, so zersplittert er und kann nicht mehr benutzt werden. Jedes Level besitzt weiterhin Nebenaufgaben wie Münzen oder Sammelgegenstände zu sammeln. Außerdem gibt es mehrere Items, die den Mini-Marios helfen, Gegner zu besiegen oder den Ausgang zu erreichen. Nach neun Leveln folgt in jeder Welt ein Kampf gegen Donkey Kong in einem Minispiel. Hier verwendet der Spieler alle in den vorherigen Leveln geretteten Mini-Marios, um Donkey Kong zu besiegen.
Ein weiterer Teil des Spiels ist ein Leveleditor, mit dem der Spieler eigene Rätsel erstellen kann. Der Spieler schaltet dabei weitere verwendbare Teile durch Abschließen der Welten frei. Im Editor kann der Spieler die kreierten Rätsel testen und nach Abspeichern selbst spielen. Bis zur Einstellung des Online-Services Nintendo Wi-Fi Connection im Jahr 2014 war es möglich, eigene Rätsel im Internet zu teilen und Rätsel anderer Spieler herunterzuladen und zu spielen.

## Handlung
Mario eröffnet den Freizeitpark Super Mini Mario World, wobei seine Freundin Pauline als VIP-Gast erscheint. Unter den Zuschauern befindet sich auch der Affe Donkey Kong, der Pauline sein Mini-Donkey-Kong-Spielzeug zeigen möchte. Pauline beachtet jedoch nur die Mini-Marios. Dies erbost Donkey Kong und er packt Pauline und flüchtet mit ihr in den Park. Zusammen mit den Mini-Marios verfolgt Mario Donkey Kong, um Pauline zu retten.

## Verkaufszahlen
In Japan konnte sich Mario vs. Donkey Kong 2: Marsch der Mini-Marios in seiner ersten Verkaufswoche 92.017 Mal verkaufen. Bis zum 30. Juni 2007 konnte sich das Spiel weltweit 1,24 Millionen Mal verkaufen.